# Umari
Umari fou un estat tributari protegit de l'agència de Mahi Kantha a la presidència de Bombai. Estava format per un sol poble, Umari, amb 1.021 habitants el 1901. Els seus ingressos s'estimaven en 565 rupies el 1900, pagant tribut al Gaikwar de Baroda i al raja d'Idar, però de manera interposada pel thanadar de Bavisi.